# Ling Jie
Pour les articles homonymes, voir Ling.
Ling Jie, née le 22 octobre 1982 à Hengyang, est une gymnaste artistique chinoise. 

## Palmarès

### Jeux olympiques
- Sydney 2000
  -  Médaille d'argent aux barres asymétriques
  - 7e à la poutre

### Championnats du monde
- Tianjin 1999
  -  médaille d'or à la poutre
  -  médaille de bronze aux barres asymétriques

### Jeux asiatiques
- Bangkok 1998
  -  médaille d'or au concours par équipes

### Jeux de l'Asie de l'Est
- Osaka 2001
  -  médaille d'or au concours par équipes
  -  médaille d'argent à la poutre

### Universiade
- Pékin 2001
  -  médaille d'or au concours par équipes
  -  médaille d'argent aux barres asymétriques